# Bröderna (TV-serie)
Bröderna är en svensk TV-serie från 1977 på sex avsnitt. Serien regisserades av Jackie Söderman och manus skrevs av Erland Josephson. Serien hade premiär i TV1 24 oktober 1977. Den har även publicerats i SVT:s Öppet arkiv. Bröderna handlar om tre bröder som har stora framgångar i yrkeslivet.

## Rollista
- Sven Lindberg – Gunnar Bring
- Ingvar Kjellson – Eugen Bring
- Jan-Olof Strandberg – Niklas Bring
- Irene Lindh – Klara
- Anita Björk – Ella Bring
- Stig Grybe – Langert
- Ingalill Söderman – gumma
- Ragnar Thell – organist
- Per Elam – hovmästare
- Georg Rydeberg – bokhandlare
- Karl-Magnus Thulstrup – biblioteksherre
- Olof Thunberg – regissör